# وثب عالي
القفز العالي أو الوثب العالي ويقصد به الوثب إلى أقصى ما يستطيع اللاعب من ارتفاع دون استعمال أي وسيلة. ويتم في نصف دائرة تفرش بالرمل أو الإسفنج ويركز عند طرفي قطرها قائمان يبعد الواحد عن الآخر ما بين 3,66 متراً وأربعة أمتار وتوضع فوقهما عارضة غير ثابتة يقفز اللاعب من فوقها ويكون بجوار قطر نصف الدائرة مضمار للجري.
في المنافسات، لكل متنافس الحق في 3 محاولات للقفز على علو معين. يتم في البداية رفع الحاجز في كل مرة بـ5 سم ثم يصير التغيير بـ 3 سم. يستطيع المتسابق أن يبدأ السباق على أي ارتفاع فوق الحد الأدنى المتفق عليه، وإذا أخطأ ثلاثة أخطاء متتالية يستبعد من السباق. الفائز هو الذي يصل إلى أعلى ارتفاع.

## تقنيات الوثب
في أوائل القرن 20، كان الرياضيون يقفزون وأجسامهم معتدلة، كما يفعل الأطفال. وفي عام 1912 ابتكر الأمريكي جورج هورين طريقة فنية للقفز، وفيها يكاد الجسم أن يكون في وضع أفقي موازيا للحاجز، ومنذ ذلك التاريخ استحدثت طرق عديدة ومختلفة :
- القفز على طريقة المقص : يبدأ المتسابق برفع الرجل الأولى حتى تجتاز الحاجز ثم يلحق الأخرى وهو في وضع سقوط.
- القفز على الجانب
- القفز على البطن
- قفزة Fosbury

## اقرأ أيضا
- اتاحة الطاقة
- انقباض عضلي